# Eivar Widlund
Eivar Fritiof Widlund , född 15 juni 1906 i Örebro, död 31 mars 1968 i Stockholm, var en svensk fotbollsmålvakt som från hösten 1929 och flera år framåt var AIK:s förste stormålvakt. Widlund hade talang för många sporter och representerade AIK dessutom i bandy, ishockey och bordtennis.

## Idrottskarriär
Widlund var uttagen som reserv i den svenska truppen till VM 1934 där han dock inte fick speltid i någon av Sveriges två matcher i turneringen när man åkte ut mot Tyskland i kvartsfinal.
Widlund, som på toppen av sin klubbkarriär tillhörde AIK och där blev svensk mästare säsongen 1931/32, spelade under åren 1930-32 sammanlagt 5 landskamper. 
Han representerade dessutom klubben i såväl ishockey som bandy och bordtennis.

## Privatliv
Widlund var gift med friidrottaren Maj Jacobsson och fick med henne ett barn, sångerskan Ann-Cathrine Widlund.

## Meriter

### I landslag
Sverige
- Uttagen till VM (1): 1934 (ingen speltid)
- 5 landskamper, 0 mål

### I klubblag
AIK
- Svensk mästare (1): 1931/32

### Webbkällor
- Profil på footballzz.com
- Profil på aik.se
- Lista på landskamper, svenskfotboll.se, läst 2013 02 20
- Sveriges trupp VM 1934, fifa.com

### Fotnoter
1. ↑  I folkbokföringen stavas namnet Ejvar Fritjof Vidlund[1]